# 東引郷
座標: 北緯26度22分36秒 東経120度30分24秒 / 北緯26.37667度 東経120.50667度

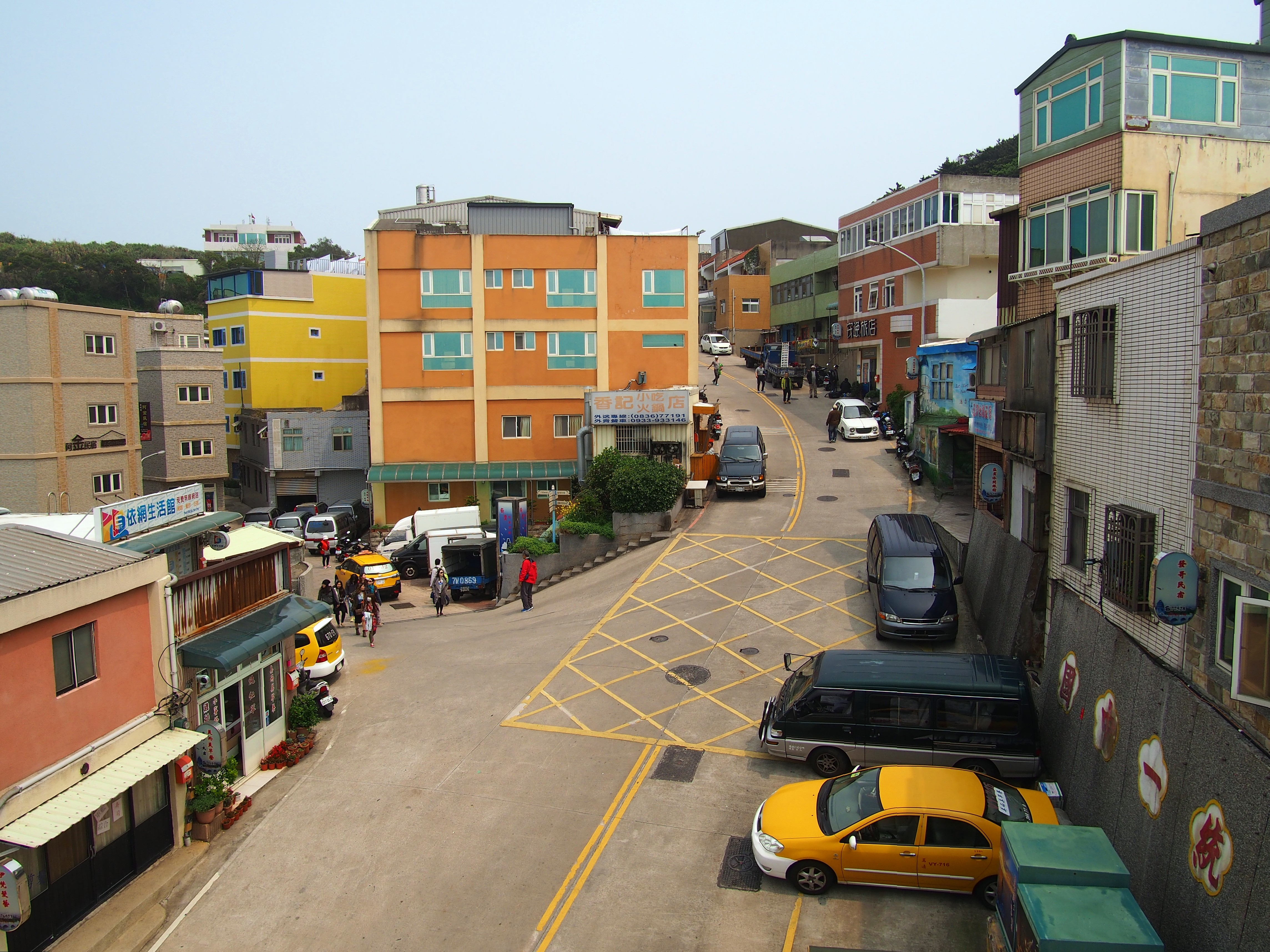
楽華村

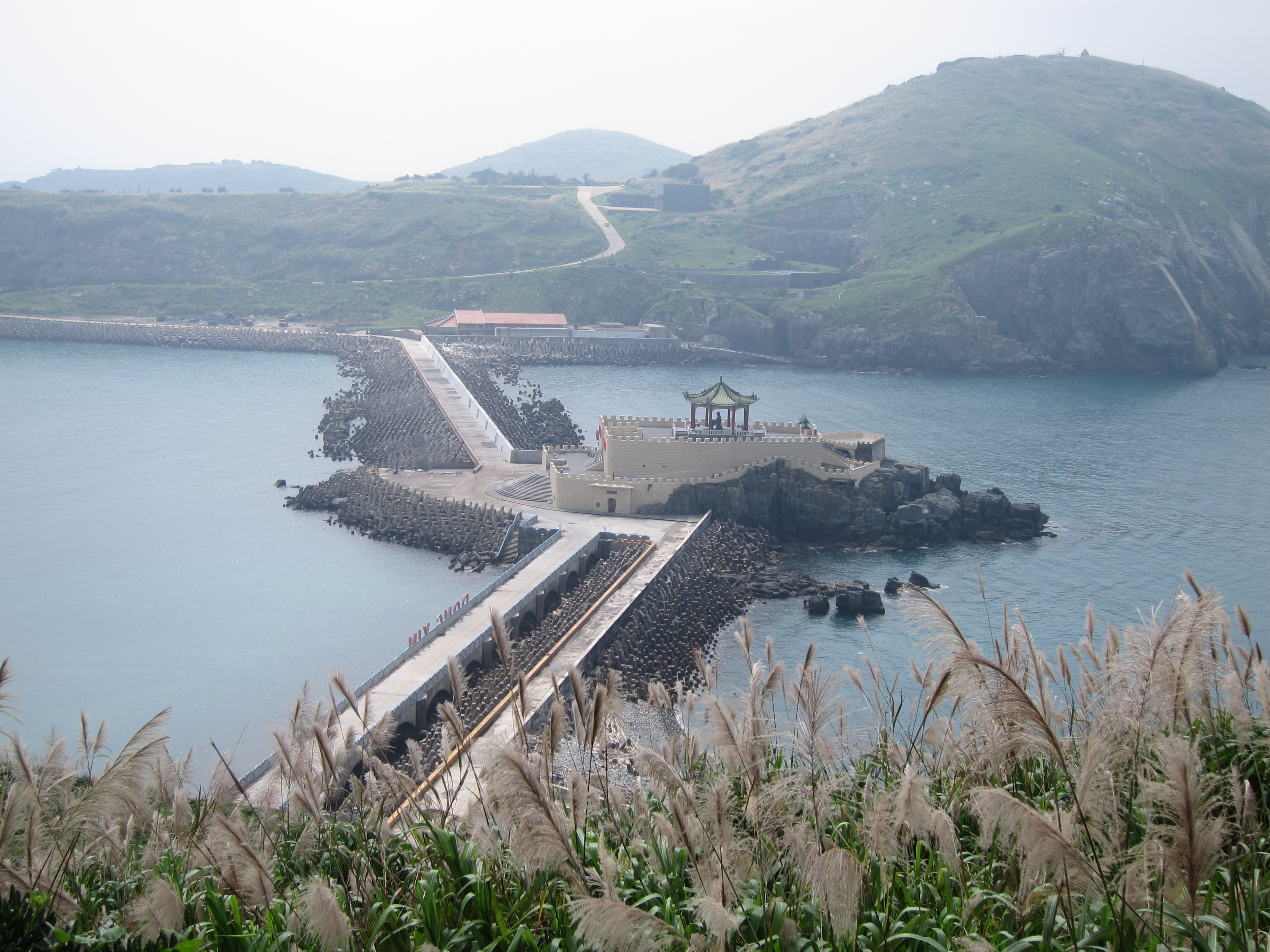
東引島から望む中柱島と西引島

東引郷（ドンイン/とういん-きょう）は中華民国福建省連江県の郷。

## 概要
楽華村が東引郷の行政・経済の中心地である。

## 地理
東引郷は馬祖列島北部、閩江河口の北側に位置する。郷を構成する主要な島嶼として東引島と西引島があり、2島は「中柱堤」により連絡されている。西引島は無人島であり、村落は東引島に位置している。

### 行政区画
| 村             |
| -------------- |
| 中柳村、楽華村 |

## 歴史
古代は霞浦県所属の離島であったが、1936年に連江県に転属した。1951年に東湧区として白肯区とともに長楽県政府の下に置かれた。1954年に区内に羅源県政府ができ、羅源県東湧郷となった。
1956年に羅源県が廃止されたため、連江県の所属となった。同時に東引郷に改名し現在に至る。

## 政治

### 行政

#### 郷長
- 林德建

歴代郷長

## 教育

### 国民中学
県立
- 連江県立東引国民中小学

### 国民小学
県立
- 連江県立東引国民中小学

## 交通
| 種別 | 路線名称   | その他   |
| ---- | ---------- | -------- |
| 空港 | ヘリポート | 東引空港 |
| 港湾 | 商港       | 中柱港   |

## 観光

### 観光スポット
- 紫沃
- 清水澳
- 中柱島
- 西門流
- 烈女義坑
- 東引灯塔
- 東引酒廠
- 東湧水庫
- 北海坑道